# Phim doanh nghiệp
Phim doanh nghiệp chỉ đến bất kỳ thể loại nội dung video phi quảng cáo nào được sản xuất cho, cũng như được đặt hàng bởi một doanh nghiệp, công ty hay có thể là một tổ chức, đoàn thể. Ngày nay, đại bộ phận các video phim doanh nghiệp được làm trực tuyến và xuất bản trên trang web của công ty cũng như được phân phối thông qua truyền thông mạng xã hội hoặc qua tiếp thị email.
Phim doanh nghiệp có nội dung nhắm tới số liệu thống kê bán hàng cốt lõi của công ty hoặc tới đội ngũ công nhân viên trong nội bộ doanh nghiệp. Việc làm video phim doanh nghiệp thường là trách nhiệm của giám đốc marketing hoặc nhà quản lý truyền thông doanh nghiệp.
Các hãng sản xuất phim doanh nghiệp tận dụng nguyên liệu marketing của một công ty, những hướng dẫn từ giám đốc truyền thông, và bản sao chép nội dung đặc thù để sản xuất một video phim doanh nghiệp.
Nội dung video đang ngày càng trở thành một yếu tố xếp hàng quan trọng đáng kể đối với việc tối ưu hóa công cụ tìm kiếm từ những công cụ như Google, Yahoo và Bing. Kết quả là ngày càng nhiều công ty quyết định khởi tạo nội dung video phim doanh nghiệp cho website của họ.